# ホームワーク (中原麻衣のアルバム)
『ホームワーク』は、声優・中原麻衣の1枚目のミニアルバムである。2004年2月4日にLantisから発売された。

## 収録曲
1. 宿題
作詞・作曲：rino、編曲：大久保薫
  - 『ゴクラク!もえもえステーション』枠内のラジオ番組『美鳥の日々 美鳥のLOVEダイアリー』オープニングテーマ
2. あなたと言う時間
作詞・作曲：rino、編曲：大久保薫
  - テレビアニメ『光と水のダフネ』後期エンディングテーマ（14話までは同曲をCooRieが担当）
3. その気になって
作詞・作曲：ゆうまお、編曲：上松範康(Elements Garden)
4. 君に会いたくて
作詞・作曲：ゆうまお、編曲：上松範康(Elements Garden)
5. 小さな傘
作詞・作曲：rino、編曲：大久保薫
6. 好きなひとの嫌いなとこ
作詞・作曲：ゆうまお、編曲：上松範康(Elements Garden)